# 外国哲学
《外国哲学》是北京大学外国哲学研究所主编、商务印书馆出版的学术辑刊，创建于1981年，为半年刊，现为CSSCI来源集刊。

## 简介
1981年7月创刊，1984年之后由商务印书馆组稿出版，截至1998年共出版14辑。从第15辑之后由中华人民共和国教育部人文社科基地北京大学西方哲学研究所（简称外哲所）负责组稿主编，实行同行评议，仍由商务印书馆出版，版权归商务印书馆所有。
收录于中国知网、万方数据。